# 大阪鉄道・観光専門学校

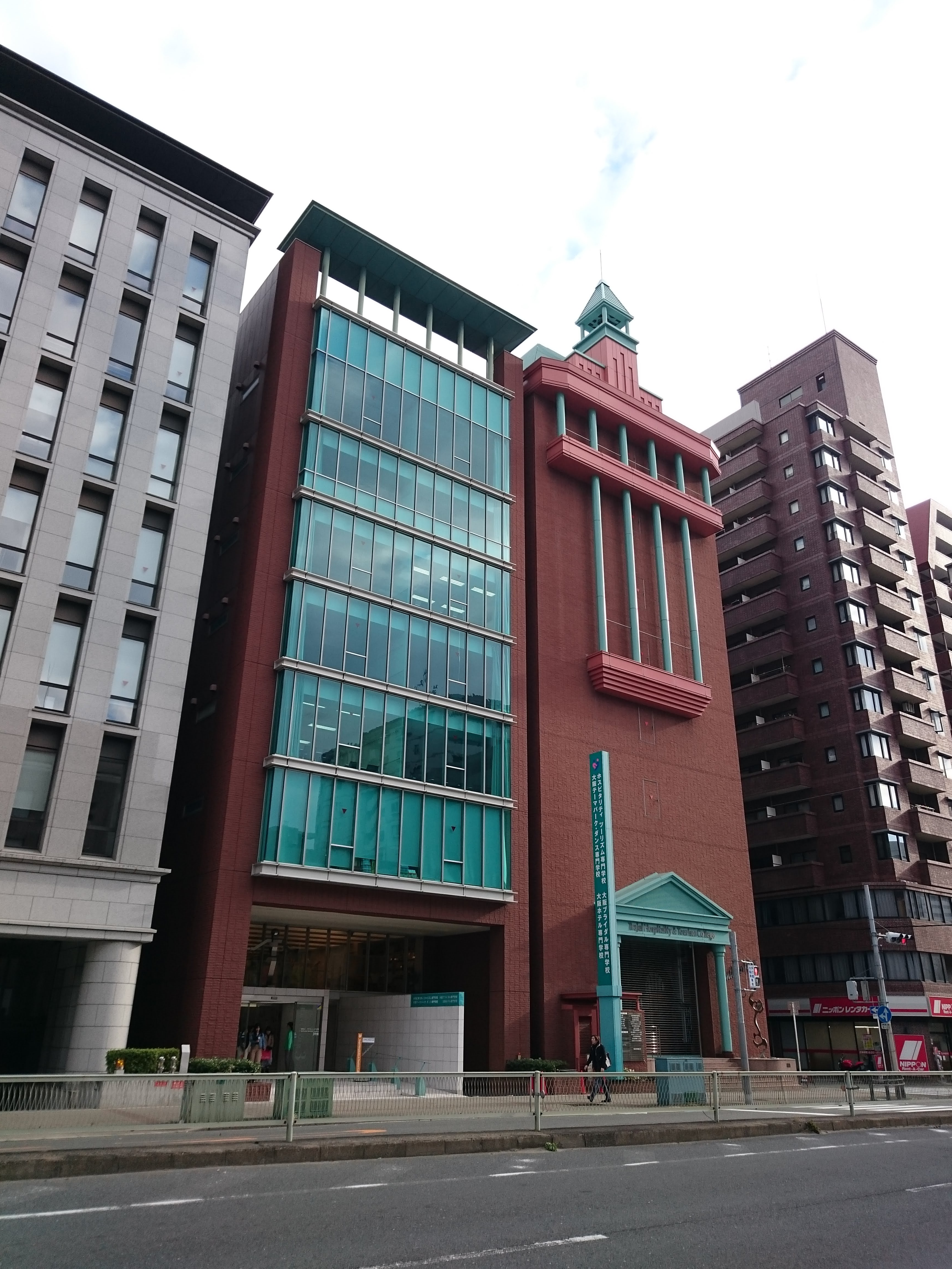
校舎全景

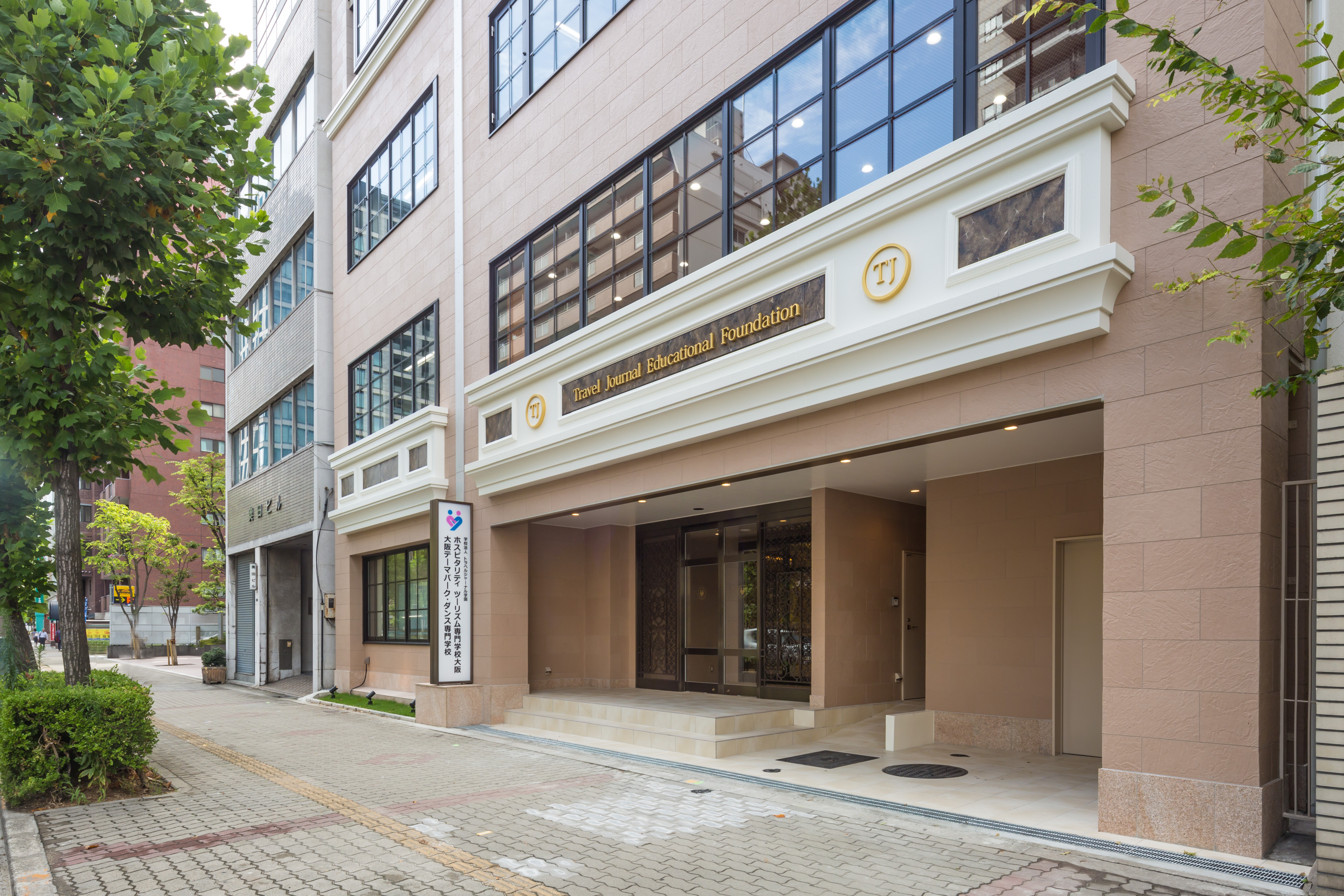
鉄道・航空・観光の実習室を有する棟

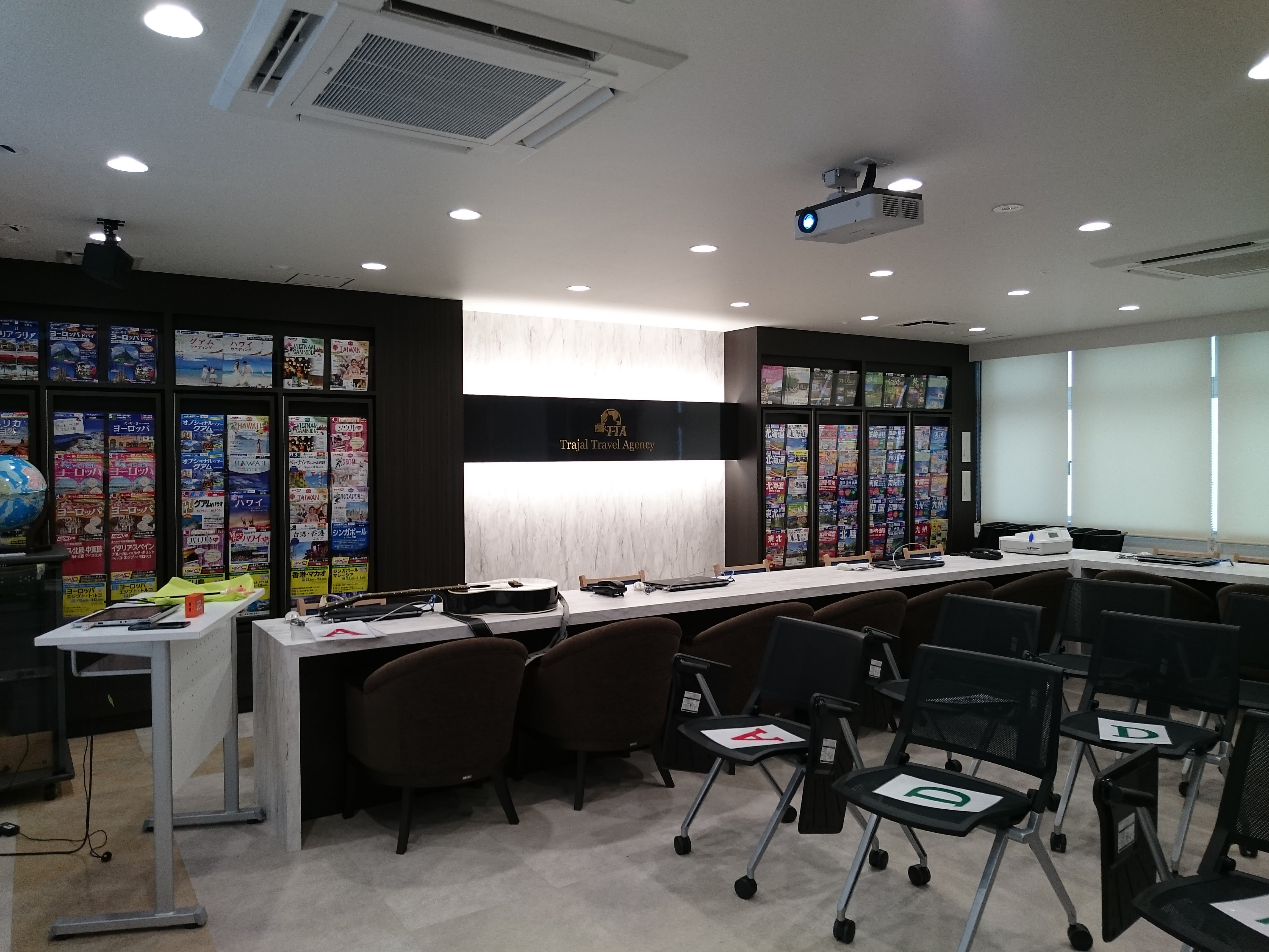
旅行業務実習室

大阪鉄道・観光専門学校（おおさかてつどう・かんこうせんもんがっこう）は、大阪府大阪市西区に所在する私立観光専門学校である。2024年3月までホスピタリティツーリズム専門学校大阪であった。鉄道・観光の分野により特化した学びを充実させていくという。

## 概観
本校の起源は1981年（昭和56年）に開校した大阪トラベルジャーナル旅行学院大阪校の開校に遡る。

## 沿革
（以下は学校情報に基づく沿革）
- 1981年 - 大阪トラベルジャーナル旅行学院「大阪校」として開校する。
- 1986年 - 大阪府より専修学校に認可されたことに伴い、大阪トラベルジャーナル専門学校に改称する。
- 1994年 - トラジャル旅行ホテル専門学校に改称する。
- 2007年 - ホスピタリティ ツーリズム専門学校大阪に改称する。
- 2024年 - 大阪鉄道・観光専門学校に改称する。

## アクセス
- 肥後橋駅・中之島駅2番出入口より徒歩約8分
- 大阪環状線福島駅よりなにわ筋を南へ徒歩約15分
- 福島駅 (阪神)2番出入口・新福島駅3番出入口よりなにわ筋を南へ徒歩約15分
- 阿波座駅（中央線の場合は1号出入口、千日前線の場合は9号出入口）より徒歩約10分
- 大阪シティバス88号系統　土佐堀1丁目バス停・土佐堀2丁目バス停より徒歩約2分

## 関連学校
- 大阪府専修学校一覧
- エアライン・鉄道・ホテル・テーマパーク専門学校東京
- 東京ブライダル専門学校
- 大阪ブライダル専門学校
- 大阪テーマパーク・ダンス専門学校
- 大阪外国語・ホテル・エアライン専門学校

## 著名な出身者
- 小林洋平 - 元野球ネパール代表監督　※提携していたプール学院大学へ編入
- 芝田美沙 - 元タレント・女優、MarryDoll元メンバー